# Jay Forrester
Jay Wright Forrester (ur. 14 lipca 1918 w Anselmo w Nebrasce, zm. 16 listopada 2016 w Concord) – amerykański inżynier elektryk, ekspert w dziedzinie zarządzania. 

## Życiorys
Dorastał na rodzinnym ranczu w Nebrasce. Od wczesnych lat życia interesował się elektrycznością i majsterkowaniem. W 1939 r. uzyskał tytuł licencjata w dziedzinie elektrotechniki na Uniwersytecie Nebraski. W 1945 uzyskał tytuł magistra na Massachusetts Institute of Technology (MIT). W 1943 udał się na Pearl Harbor by pracować jako cywil nad stabilizacją radarów na lotniskowcu Lexington.
W latach 1944–1951 nadzorował w MIT budowę komputera Whirlwind I, dla którego udoskonalił pamięć ferrytową. 
Jest także twórcą pierwszej animacji w historii grafiki komputerowej, „skaczącej piłki” w oscyloskopie. 
W 1956 przestał zajmować się informatyką i dołączył do powstającej wówczas szkoły zarządzania MIT. 
Forrester jest też uważany za jednego z twórców dynamiki systemów, która zajmuje się symulacją interakcji między obiektami w systemach dynamicznych. Jednym z efektów tych zainteresowań była napisana w 1979 książka „World Dynamics”, w której opisywał modelowanie światowej gospodarki, demografii i ekologii.
Świadczył usługi doradcze dla m.in. General Electric, IBM czy AT&T.
W 1972 został odznaczony Medalem Honoru przyznawanym przez Instytut Inżynierów Elektryków i Elektroników.

## Życie prywatne
W 1946 poślubił Susan Swett. Byli razem przez 46 lat, aż do jej śmierci w 2010 roku. Doczekali się córki i dwóch synów.